# Run For Your Lives World Tour
Run For Your Lives World Tour är det engelska heavy metal-bandet Iron Maidens pågående turné under 2025 och 2026. Turnén uppmärksammar bandets 50-årsjubileum med en låtlista som fokuserar på åren 1980 till 1992. Turnén är den första sedan 1982 utan Nicko McBrain, som 2024 pensionerade sig från turnéer, och därmed också den första turnén sedan 1999 med delvis ny banduppsättning. Utmärkande för turnén är också att det är första gången som Iron Maidens scenshow uteslutande använder rörlig bild på LED-skärm istället för klassiska kulisser och backdrops.
Turnén hade premiär den 27 maj 2025 i Budapest. Den 12 och 13 juni 2025 var turnén på 3Arena i Stockholm.

## Låtlista[5]
Intro: Ides of March (Killers, 1981)
1. Murders in the Rue Morgue (Killers, 1981)
2. Wrathchild (Killers, 1981)
3. Killers (Killers, 1981)
4. Phantom of the Opera (Iron Maiden, 1980)
5. The Number of the Beast (The Number of the Beast, 1982)
6. The Clairvoyant (Seventh Son of a Seventh Son, 1988)
7. Powerslave (Powerslave, 1984)
8. 2 Minutes to Midnight (Powerslave, 1984)
9. Rime of the Ancient Mariner (Powerslave, 1984)
10. Run to the Hills (The Number of the Beast, 1982)
11. Seventh Son of a Seventh Son ('Seventh Son of a Seventh Son, 1988)
12. The Trooper (Piece of Mind, 1983)
13. Hallowed Be Thy Name (The Number of the Beast, 1982)
14. Iron Maiden (Iron Maiden, 1980)
15. Aces High (Powerslave, 1984)
16. Fear Of The Dark (Fear of the Dark, 1992)
17. Wasted Years (Somewhere In Time, 1986)